# Ла-Рези-Сен-Мартен
Ла-Рези́-Сен-Марте́н (фр. La Résie-Saint-Martin) — коммуна во Франции, находится в регионе Франш-Конте. Департамент — Верхняя Сона. Входит в состав кантона Пем. Округ коммуны — Везуль.
Код INSEE коммуны — 70444.

## География
Коммуна расположена приблизительно в 300 км к юго-востоку от Парижа, в 33 км западнее Безансона, в 55 км к юго-западу от Везуля.

## Население
Население коммуны на 2010 год составляло 163 человека.
| 1962 | 1968 | 1975 | 1982 | 1990 | 1999 | 2010 |
| ---- | ---- | ---- | ---- | ---- | ---- | ---- |
| 98   | 102  | 105  | 104  | 103  | 103  | 163  |

## Экономика

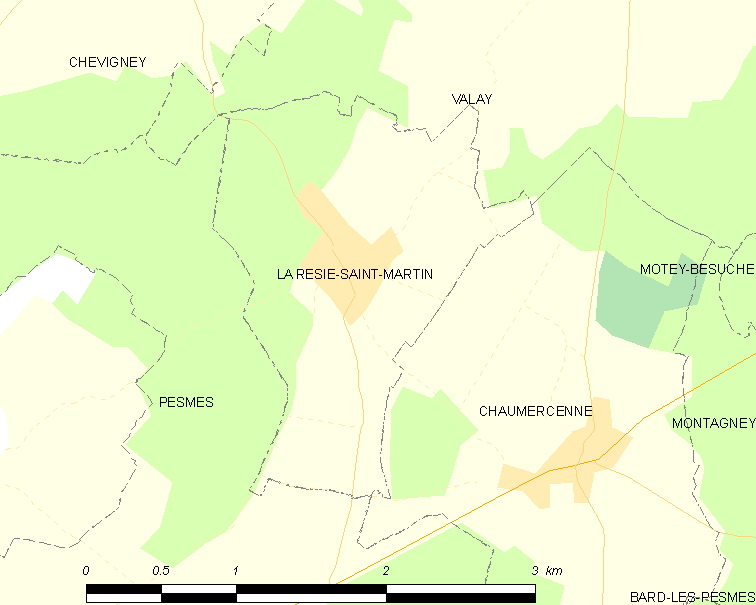
Карта коммуны

В 2010 году среди 99 человек трудоспособного возраста (15—64 лет) 80 были экономически активными, 19 — неактивными (показатель активности — 80,8 %, в 1999 году было 76,7 %). Из 80 активных жителей работали 74 человека (38 мужчин и 36 женщин), безработными было 6 (3 мужчины и 3 женщины). Среди 19 неактивных 9 человек были учениками или студентами, 5 — пенсионерами, 5 были неактивными по другим причинам.